# María Josefa Mujia
María Josefa Mujia (n. Chuquisaca; 1812 - 1888) es considerada una de las primeras poetisas del romanticismo en Bolivia. Perteneció a la época denominada romanticismo en el siglo XIX y destacó a lado de Manuel José Cortés, Néstor Galindo, Adela Zamudio, Ricardo Mujía y Nataniel Aguirre.
Perdió la vista la los catorce años, a pesar de ello pudo crearse un mundo interior de belleza y de bondad que supo exteriorizar en sus numerosas poesías. Es considerada la primera mujer escritora de Bolivia, tras su independencia
Su hermano Augusto pasaba las tardes leyéndole obras religiosas y literarias. También escribía cartas para ella y transcribía su poesía. Aunque ella le hizo prometer de mantener secreta su obra, él enseñó su poema "La Ciega" a un amigo. Se publicó en el diario "Eco de la Opinión  en 1850 y se convirtió en uno de los poemas más famosos de Mujía. Según Gabriel René Moreno, después de esto, participó en un concurso nacional para componer una inscripción en la tumba de Simón Bolívar.
En su honor se nombró el "Colegio Maria Josefa Mujia"
Falleció en Sucre en 1888. Sus restos mortales descansan en el Cementerio General de dicha ciudad.